# Napster Session
Napster Session é um EP do cantor James Dean Bradfield, vocalista da banda de rock Manic Street Preachers. Lançado pela Columbia Records em meados de 2006, reuniu versões acústicas de canções do álbum The Great Western (2006) em execuções ao vivo. Além disso, também trouxe a canção "Ocean Spray", de sua banda, e o cover "Take The Skinheads Bowling". Além do Napster, foi disponibilizado em outras plataformas digitais.

## Faixas
1. "An English Gentleman"
2. "Bad Boys and Painkillers"
3. "Émigré"
4. "Ocean Spray"
5. "Take The Skinheads Bowling"